# Milan Dudić
Milan Dudić (Kraljevo, 1. studenog 1979.), je bivši srbijanski nogometaš.
Milan Dudić je 13 puta nastupio za reprezentaciju Srbije i Crne Gore.